# 女童軍 (女童軍年齡階段)

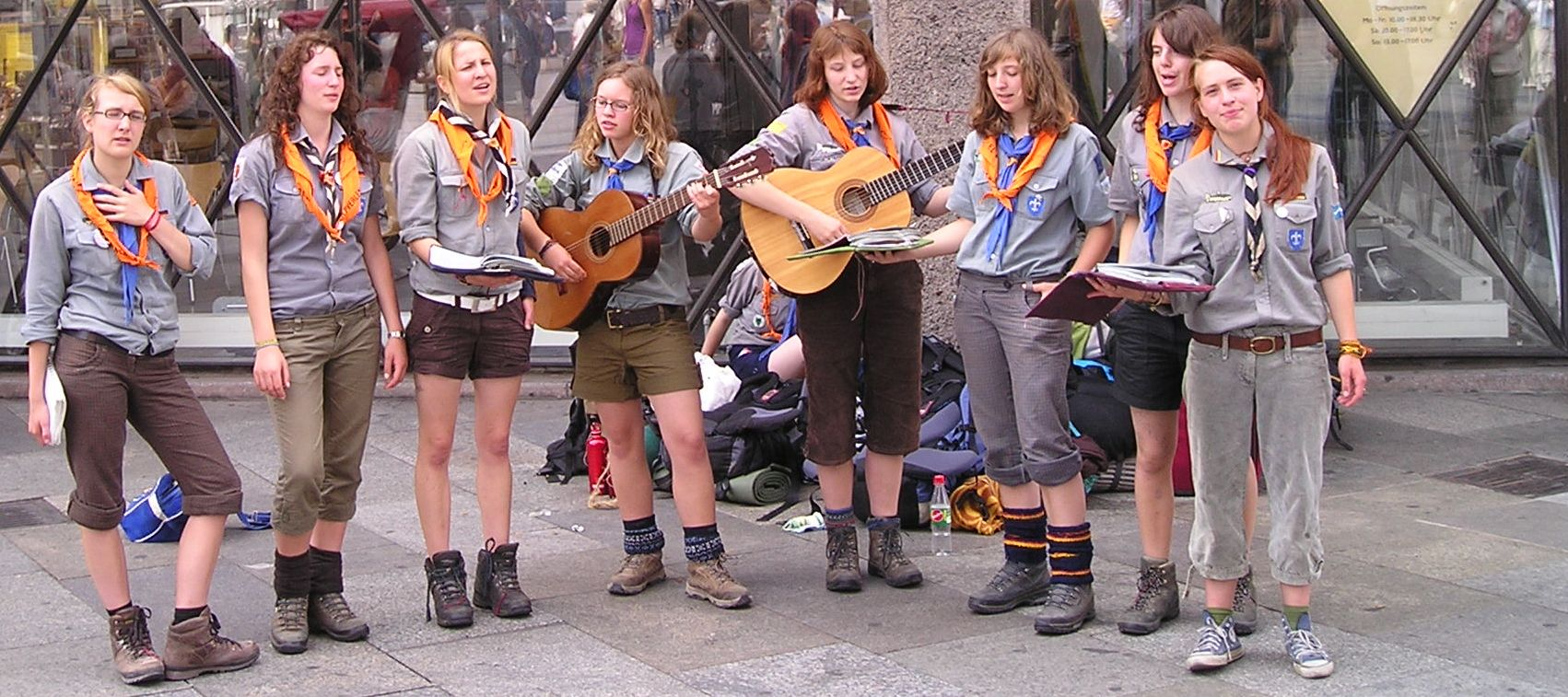
正在唱歌的女童軍

女童軍（英語：Guide, Girl Guide, Girl Scout）是女童軍組織當中，年齡介於10至14歲的年齡階段。年齡範圍在每一個女童軍組織都不一樣。而本階段所對應的年齡階段為童軍。而「Girl Scout」則是使用於美國和多個東亞國家。
通常平均20－30位女童軍會組成女童軍團，由1個到多個童軍服務員帶領。每個童軍團會分成數個小隊，每小隊會有大約6位女童軍，進行戶外和特別的興趣活動。這些女童軍團會被國家或國際間的組織所指導。某些童軍團，尤其在歐洲，自1970年代起進行混合性別的政策，所有男孩和女孩都可以加入童軍階段。還有其他的年齡階段可以適用於年長或年輕的女性。

## 命名
羅伯特·貝登堡在20世界的初期，於南非的波爾戰爭中是位有名的軍人。在梅富根城戰役當中，當英國的駐軍被波爾軍隊所圍困時，貝登堡注意到一群青少年幫忙傳遞訊息給士兵們，這個行動對他幫助很大。當他回到家鄉後，他決定去推動他的一些童軍計畫構想，並且在白浪島童軍露營當中進行測試。這個營隊獲得成功，並且他也著作了《童軍警探》，內容包含了跟蹤、記號設置和烹飪等等。很多的男孩開始組織成小隊和童軍團並開始發展起來。而女孩們也因這本書，也組織了女童軍團。
1909年，童軍們在倫敦水晶宮舉辦大會。除了眾多男性童軍成員參加位，也有一群來自伯克郡品克尼斯格林的女孩們，請求貝登堡讓女性加入童軍的行列，而貝登堡則決定付出行動。
在那段時期，女孩們露營和健行並不常見，而在童軍的報紙當中就有一段這樣寫著：「如果一個女孩不被允許跑起來，甚至是去游泳、騎單車，或是把手舉到她的頭頂，她如何成為一位童軍？」
貝登堡的大半生涯是在英國陸軍度過的。當時有一個印度的軍團，叫做偵查軍團，主要駐守在印度的西北方邊境。貝登堡說服這些女孩將「Scouts」更換成「Guides」這個感到光榮的特別名稱。因此，1910年，第1個女童軍團開始成立。
自從1910年，女童軍開始發展，現在在全球共有數百萬個女童軍成員。世界女童軍協會也因為要連結全球女童軍而成立。在某些國家則較偏好使用「Girl Scouts」這個名稱。